# Democraten 66
Democraten 66 (afgekort: D66, tot 1985 D'66) is een Nederlandse politieke partij en heeft een sociaal-liberale signatuur. D66 noemt zichzelf progressief, sociaal-liberaal en ook wel vrijzinnig. De partij werd opgericht op 14 oktober 1966 in Amsterdam. De ambitie was een progressieve, niet dogmatisch (socialistisch) maar pragmatische volkspartij te zijn met als centraal streven meer zeggenschap van burgers in alle openbare bestuursorganen, van hoog tot laag. Nog altijd is de partij voorstander van bestuurlijke vernieuwing, maar staan ook andere thema's, zoals individuele ontplooiing en Europese samenwerking, centraal.
Na de verkiezingen van 1967 kwam D'66 de Tweede Kamer binnen met zeven zetels. Sindsdien zijn de verkiezingsresultaten wisselvallig verlopen. Op hoogtepunten, bij de Tweede Kamerverkiezingen van 1994 en 2021, behaalde de partij 24 zetels; op haar dieptepunt, na 2006 waren dat er slechts drie. D66 nam in de periodes 1973–1977, 1981–1982, 1994–1998, 1998–2002, 2003–2006, 2017–2022 en 2022–2024 plaats in de Nederlandse regering.

## Geschiedenis

### Ontstaan

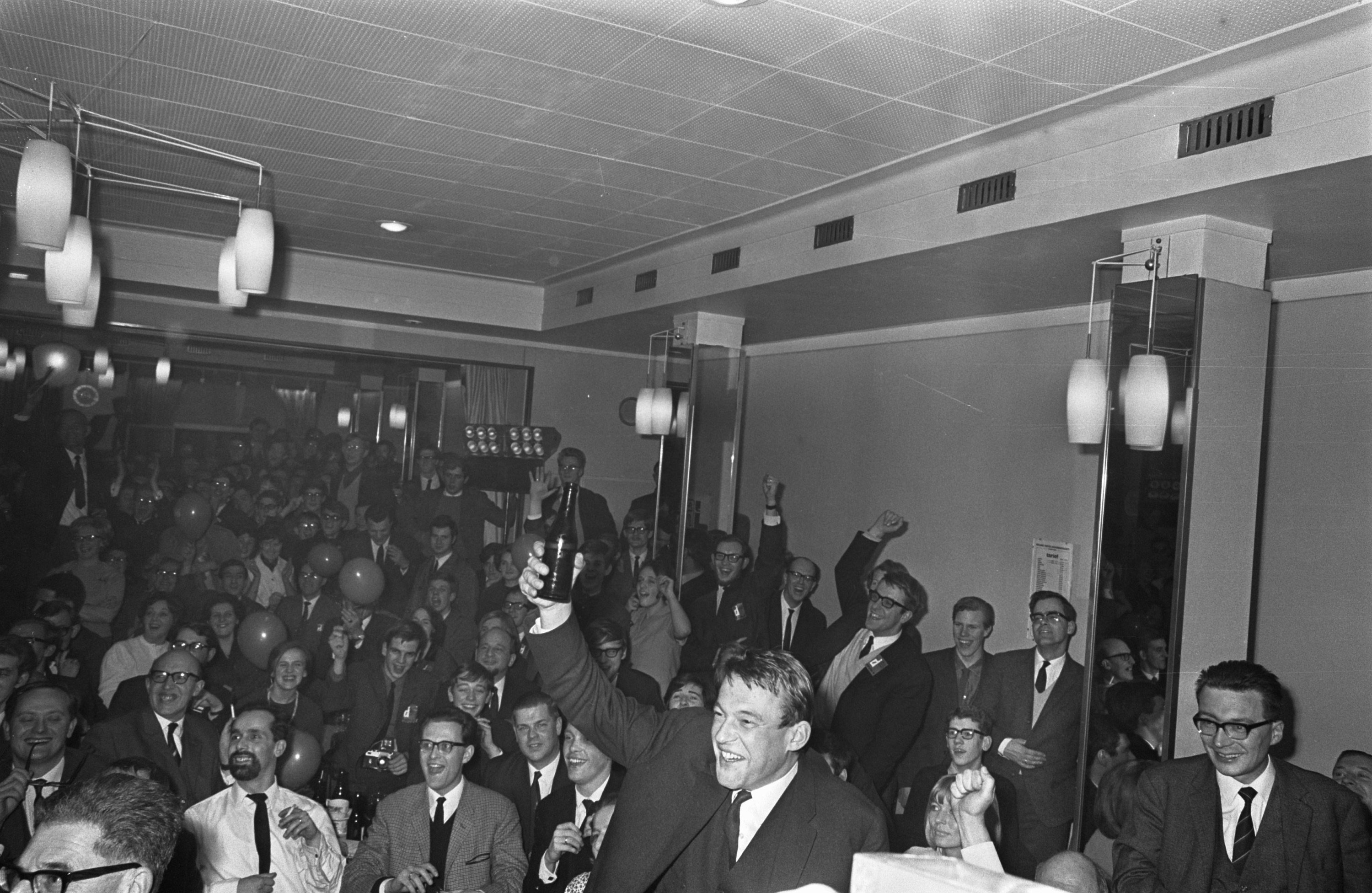
Hans van Mierlo viert de verkiezingsuitslag in 1967.

D'66 is ontstaan in januari 1966 met een initiatief van Hans Gruijters tijdens een bijeenkomst over politieke vernieuwing in Hotel Polen te Amsterdam. Die vergadering stond onder leiding van Jan van Someren, voorzitter van de VVD Amsterdam. Tijdens de discussie maakte Hans Gruijters, gemeenteraadslid voor de VVD, een punt van het feit dat op basis van één Kamerverkiezing in 1963 twee verschillende kabinetten werden gevormd en lanceerde Gruijters de stelling dat er geen kabinetswisseling mogelijk zou moeten zijn zonder tussentijdse verkiezingen. Tijdens de discussie opperde Hans Gruijters de mogelijkheid om een nieuwe beweging tot stand te brengen met als doel "de radicale democratisering van staat en maatschappij" en verwetenschappelijkte politiek. Pieter Fokkink bracht daarbij de artikelen van Jan Glastra van Loon uit het Nederlands Juristenblad ter sprake. Zelf wilde Gruijters niet naar buiten treden als boegbeeld voor de beweging, omdat er onmiddellijk zou worden gezegd dat het een afsplitsing van de VVD zou zijn, terwijl Gruijters juist geen - in zijn ogen te conservatief geworden - liberale, maar democratische beweging wilde. Hij vroeg daarom zijn niet partijgebonden collega-journalist op de redactie van de Amsterdamse krant Handelsblad, Hans van Mierlo.
Tijdens de bijeenkomst in januari 1966 bleken er fricties te bestaan tussen Hans Gruijters en de politieke leiding van de VVD. Toen hij weigerde op de bruiloft van kroonprinses Beatrix der Nederlanden en prins Claus te verschijnen werd hij uit de fractie gezet, waarna hij op 21 maart 1966 bedankte voor het lidmaatschap van de VVD. Na overleg met hun hoofdredacteur Chris Steketee kregen Hans Gruijters (chef redactie buitenland) en Hans van Mierlo (redacteur van de opiniepagina) de ruimte binnen hun dienstverband om met de beweging te beginnen en op 30 april 1966 kwamen in de blauwe zaal van Krasnapolsky een aantal personen bijeen die geïnteresseerd was. Van de Zwan en Lange wilden verder met economische vernieuwing, haakten af en vormden later Tien over Rood. De overige tien gingen door met politieke vernieuwing onder leiding van Hans van Mierlo, omdat hij – naar eigen zeggen – de enige was die geen excuus had om het niet te doen. Daar werd de basis gelegd voor het, door mr Hans van Mierlo, drs Erik Visser, drs Erwin Nypels, mr H. van Beekhuizen, Betty van Lookeren Campagne-van Renterghem en drs Pieter Fetter, aan de Tweede Kamer gepresenteerde, Appèl van 15 september 1966 en de oprichting in oktober 1966.
Op 2 juli 1966 kwam na een marathonvergadering een 'Appèl aan iedere Nederlander die ongerust is over de ernstige devaluatie van onze democratie' tot stand. Radicale democratisering, de kiezer bepaalt het beleid en kiest diegenen die dat beleid uitvoeren, en "verwetenschappelijkte politiek" Het Appèl werd door uitgeverij Polak & Van Gennep in een oplage van 20.000 exemplaren à NLG 1 per stuk gepubliceerd. Door middel van het insturen van een ingevulde antwoordkaart kon men het initiatief ondersteunen.
Bijzondere vermelding moet worden gedaan van het feit dat op dezelfde 15 september 1966 dat het Appèl werd gepresenteerd in de Tweede Kamer een bijeenkomst werd belegd door de Wetenschappelijke Bureaus van de grote vijf [ARP, CHU, KVP, PvdA, en VVD] over de stellingen van Jan Glastra van Loon.
Het vinden van een voorzitter was een probleem, na enig aandringen werd journalist Hans van Mierlo bereid gevonden en tot voorzitter verkozen. De partij werd opgericht op 14 oktober 1966 in Amsterdam door een initiatiefcomité van 37 personen, van wie 25 in andere partijen actief waren geweest. Van Mierlo, Gruijters en Visser vormden het eerste bestuur, samen met advocaat H. van Beekhuizen. Andere mensen in het initiatiefcomité waren onder meer Anneke Goudsmit, Drs. R. Straatsma, Reinier Heyting en Pieter Fetter, de voorzitter van het oprichtingscongres. Hoewel niet iedereen het ermee eens was, besloot de meerderheid om van D'66 een politieke partij te maken en deel te gaan nemen aan de landelijke verkiezingen.
De oprichting werd voorafgegaan door het Appèl '66. D'66 legde de nadruk op democratisering van de samenleving en op een nieuw partijenstelsel en verwetenschappelijkte politiek. Daarnaast benadrukte de nieuwe partij geestelijke vrijheid en individuele ontplooiing. Omdat het kabinet gevallen was moest de jonge partij snel aan de bak. Bij de Kamerverkiezingen in 1967 behaalde de partij meteen 7 zetels; opvallend in een tijd waarin eerder kleine verschuivingen plaatsvonden.
Na het ontstaan van de partij bleek ze ook een aantrekkingskracht uit te oefenen op progressieve liberalen uit de VVD en de liberale jongerenorganisatie JOVD, met name wegens de conservatieve lijn van Harm van Riel, de beeldbepalende "rechtse" voorman van deze partij voor het aantreden van Hans Wiegel. In januari 1970 berichtten twee ex-voorzitters van de JOVD, H. Bosma en G. van der Meer, lid te worden van D66, omdat zij de VVD "te weinig vernieuwingsgezind" vonden. Hoewel D66 zich profileerde als een pragmatische niet-ideologische partij, zou het hierna ook de reputatie gaan krijgen van een "progressief liberale" partij, ter onderscheiding van de als meer conservatief betitelde VVD.

### Keerpunt '72

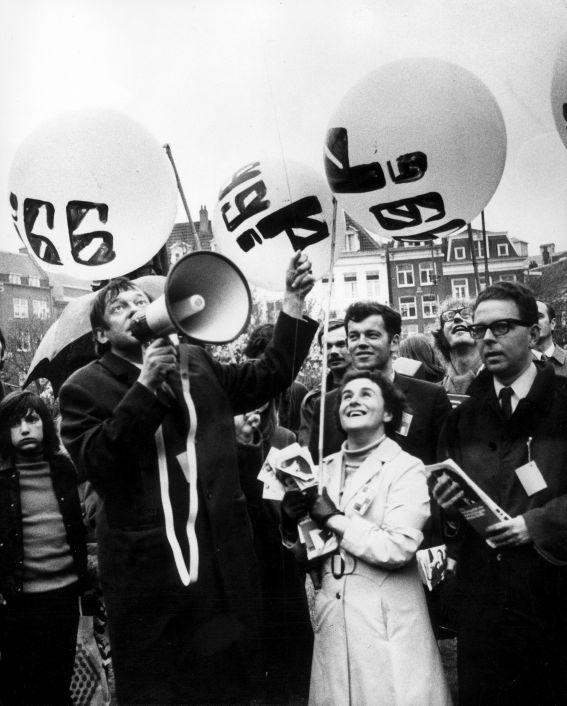
D'66 in actie (1971) met Hans van Mierlo achter de megafoon. Rechts Anneke Goudsmit en Erik Visser.

Bij de verkiezingen van 1971 steeg D'66 naar 11 zetels, in een alliantie met de PPR en de PvdA. Van Mierlo streefde naar een Progressieve Volkspartij. Deze vorming mislukte en bij nieuwe verkiezingen in 1972 zakte de partij naar 6 zetels. Wel mocht D'66 voor het eerst plaatsnemen in een kabinet. Daarbij werd Hans Gruijters de enige minister van D'66 in het kabinet en leverde de partij daarnaast drie staatssecretarissen. Dit waren Jan Glastra van Loon, Laurens-Jan Brinkhorst en Aar de Goede. Na de formatie van het kabinet trad Van Mierlo af als fractievoorzitter, vanwege onvoldoende steun in de fractie, ten gunste van Jan Terlouw.
De nog desastreuzer verlopen Statenverkiezingen in 1974 leidden tot een grote crisis in de partij. Veel leden zegden hun lidmaatschap op en er werd getwijfeld aan het bestaansrecht van de partij. De meerderheid van de leden was voor het opheffen van de partij, maar de vereiste twee derde meerderheid werd niet gehaald. Ook in het kabinet volgde een tegenslag. Jan Glastra van Loon moest als staatssecretaris opstappen nadat hij in conflict was gekomen met minister Dries van Agt. Hij werd vervangen door Henk Zeevalking. Ook verloor de fractie het lid Govert Nooteboom, die als eenmansfractie verder ging.

### Een redelijk alternatief
Nadat de partij een jaar lang vrijwel niet actief geweest was werd in 1975 toch besloten de partij nieuw leven in te blazen. Onder leiding van Jan Glastra van Loon en Jan Terlouw werd een nieuwe koers uitgezet, die zich minder richtte op bestuurlijke vernieuwing; Terlouw benadrukte een liberalere profilering. De partij kreeg weer nieuw elan en wist veel nieuwe leden te werven (op het dieptepunt waren er nog maar een paar honderd leden). Terlouw wist de leden te motiveren door 60.000 handtekeningen te eisen alvorens zich beschikbaar te stellen als lijsttrekker. D'66 ging zich presenteren als het "redelijk alternatief" voor de gepolariseerde CDA en PvdA. Dit leverde D'66 bij de verkiezingen in mei 1977 8 zetels op (2 zetels winst).

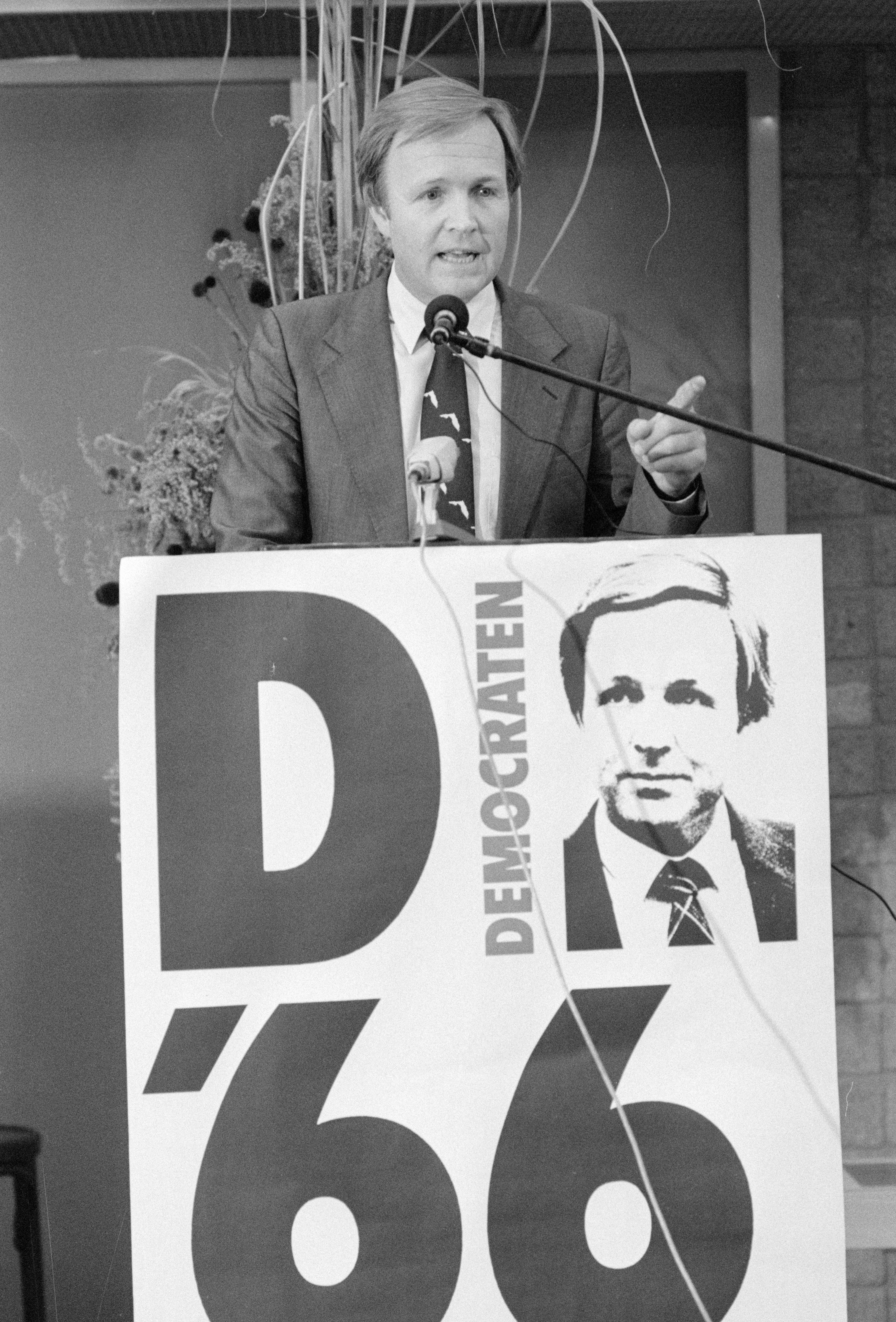
Jan Terlouw tijdens de start van de verkiezingscampagne in 1982. D66 zou daarbij fors verliezen na kabinetsdeelname.

Vanaf december 1977 voerde D'66 succesvol oppositie tegen het kabinet-Van Agt I. Wel zat het kabinet Van Agt-Wiegel de volle 3 3/4 jaar uit, ondanks een krappe meerderheid (49+28=77 zetels tegen 73 zetels voor de oppositie) en ondanks enkele dissidenten uit de linkervleugel van het CDA, die soms met de oppositie meestemden. Onder Terlouw won D'66 fors tijdens de verkiezingen van 1981 (mei 1981): er werden 17 zetels behaald, iets meer dan een verdubbeling ten opzichte van mei 1977. D'66 trad in september 1981 toe tot een coalitie met het CDA (48 zetels) en de PvdA (44 zetels); het kabinet Van Agt-den Uyl-Terlouw. D'66 kreeg drie ministersposten, die werden ingevuld door Jan Terlouw, Hans van Mierlo en Henk Zeevalking. De drie staatssecretarissen werden Ineke Lambers-Hacquebard, Michiel Scheltema en Wim Dik.
Dit ging echter niet lang goed, ondanks een overweldigende meerderheid in de Tweede Kamer (109 zetels tegen slechts 41 zetels voor de door de VVD aangevoerde oppositie). Het kabinet-Van Agt II werd gekenmerkt door tal van conflicten tussen met name CDA en PvdA en kreeg de bijnaam "vechtkabinet". In mei 1982 trok de PvdA zich terug uit de regering. D'66 zette de regering met het CDA voort en formeerde een rompkabinet. Als nieuwe ministers schoven Erwin Nypels en Max Rood aan. Het verder regeren na de val werd door de eigen aanhang niet begrepen en bij de verkiezingen van 1982 (september 1982) verloor D'66 11 zetels en hield slechts 6 zetels over. Het leiderschap werd overgenomen door Maarten Engwirda. Deze wist echter niet te voorkomen dat D'66 in peilingen nog verder wegzakte.

### Andere politiek
In een poging de partij opnieuw uit de malaise te halen trad Engwirda terug en keerde Van Mierlo terug als partijleider. In 1985 sprak hij de toespraak "Een reden van bestaan" uit. Hij pleitte voor een opheffing van de polarisatie tussen de PvdA en de VVD en richtte zich meer op individuele ontplooiing, en thema's als milieubehoud, technologische vernieuwing en vrouwenemancipatie. De herleving van de partij was succesvol en de partij behaalde in 1986 9 zetels en in 1989 12 zetels. Programmatisch paste D66 goed in de nieuwe coalitie van CDA (54 zetels) en PvdA (49 zetels), maar Ruud Lubbers wilde de Democraten er niet bij hebben; hij wilde niet meer macht delen dan strikt noodzakelijk was.
D66 bleef in de oppositie en dit legde geen windeieren. Bij de gemeenteraadsverkiezingen van 1990 en de Provinciale Statenverkiezingen van 1991 boekte D66 forse winst. D66 was een serieuze machtsfactor geworden en in bijna alle grote steden kwam de partij in het college. De WAO-crisis, die de coalitie in de zomer van 1991 op scherp zette, stuwde de populariteit van D66 naar grotere hoogten. Volgens sommige peilingen zou D66 op een bepaald moment zelfs 38 zetels halen in de Tweede Kamer, indien er op dat moment landelijke verkiezingen zouden zijn geweest. De groeiende invloed van D66 gaf op dat moment ook vooruitzichten op nieuwe machtsverhoudingen in de Nederlandse politiek. In 1992 presenteerden de Jonge Democraten, Jonge Socialisten en de JOVD al een "paars" akkoord voor een kabinet zonder het CDA, iets wat tot dan toe voor onmogelijk werd gehouden.

### De paarse kabinetten

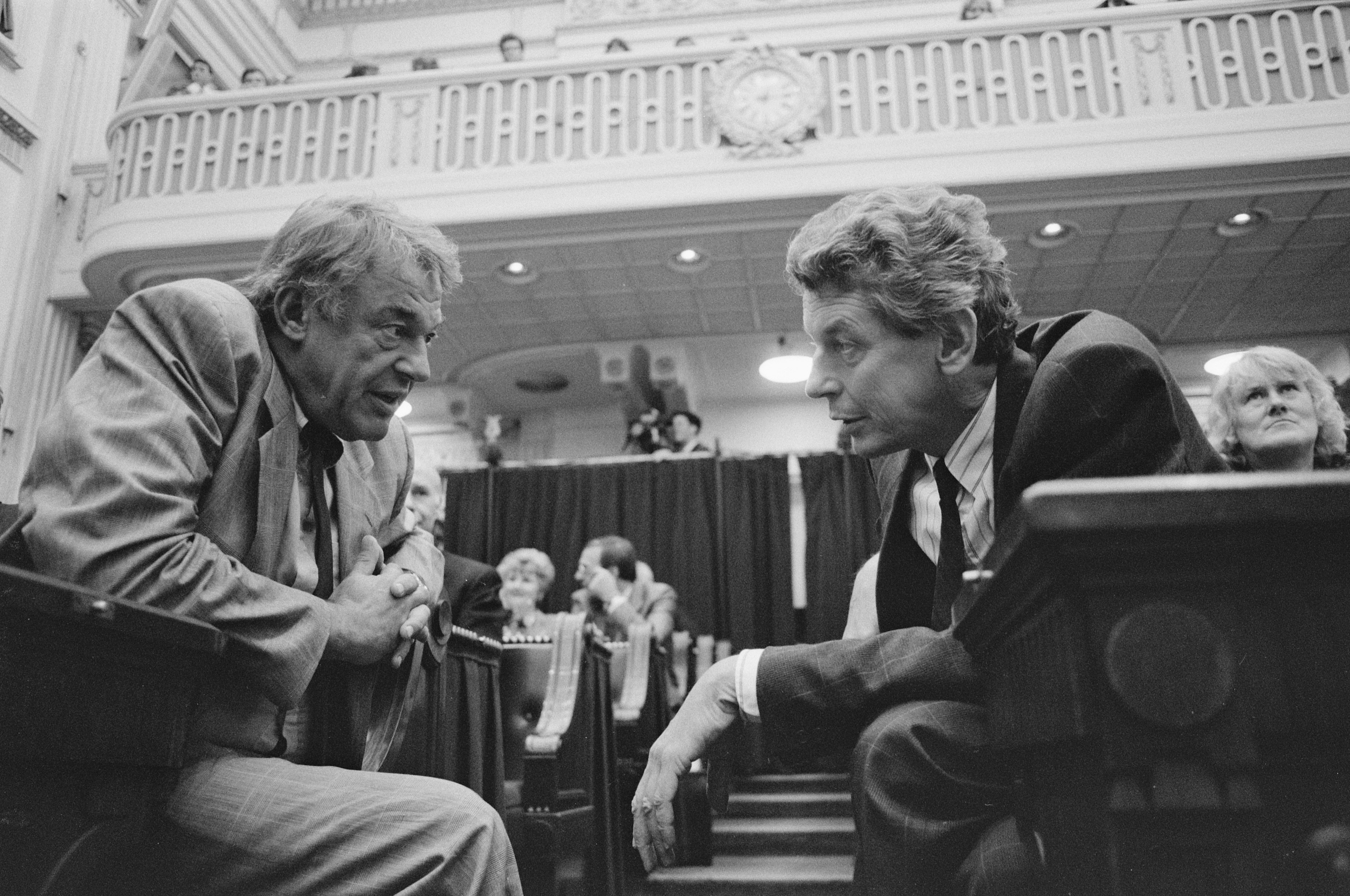
Hans van Mierlo en Wim Kok (PvdA) in de bankjes van de Tweede Kamer, in 1989. Vijf jaar later zouden ze samen een hoofdrol spelen in de formatie van het eerste paarse kabinet.

De werkelijkheid van het paarse kabinet bleek in 1994 dichterbij dan gedacht. D66 won fors in de verkiezingen. Het zeteltal werd bij de verkiezingen van mei 1994 verdubbeld tot 24 zetels (al werden er bij lange na niet de 38 zetels gehaald, die D66 volgens de peilingen zou hebben gehaald als er na de WAO-crisis in de zomer van 1991 al verkiezingen zouden zijn geweest). Maar ook het verlies van het CDA (20 zetels) speelde mee (van 54 naar 34). De PvdA werd, ondanks 12 zetels verlies (van 49 naar 37), onverwachts de grootste partij. Het was onmogelijk om een tweepartijenkabinet te vormen, waardoor de positie van D66 cruciaal was geworden.
D66 stuurde aan op de vorming van een kabinet zonder het CDA. De formatie ging maar moeizaam en mislukte in eerste instantie. Onderhandelingen met het CDA over een kabinet van PvdA, CDA en D66 liepen echter ook op niets uit. In een tweede poging slaagde de inzet van D66 om voor het eerst sinds de Eerste Wereldoorlog in Nederland een landelijke coalitie zonder confessionele partij te vormen: PvdA, VVD en D66 vormden samen de eerste paarse coalitie. Hans van Mierlo vierde dit feit door direct een paarse auto aan te schaffen.
Hans van Mierlo werd minister van Buitenlandse zaken en vicepremier. De andere D66-bewindslieden waren Hans Wijers op Economische Zaken, Winnie Sorgdrager op Justitie en Els Borst op Volksgezondheid. Gerrit-Jan Wolffensperger werd de nieuwe fractievoorzitter.

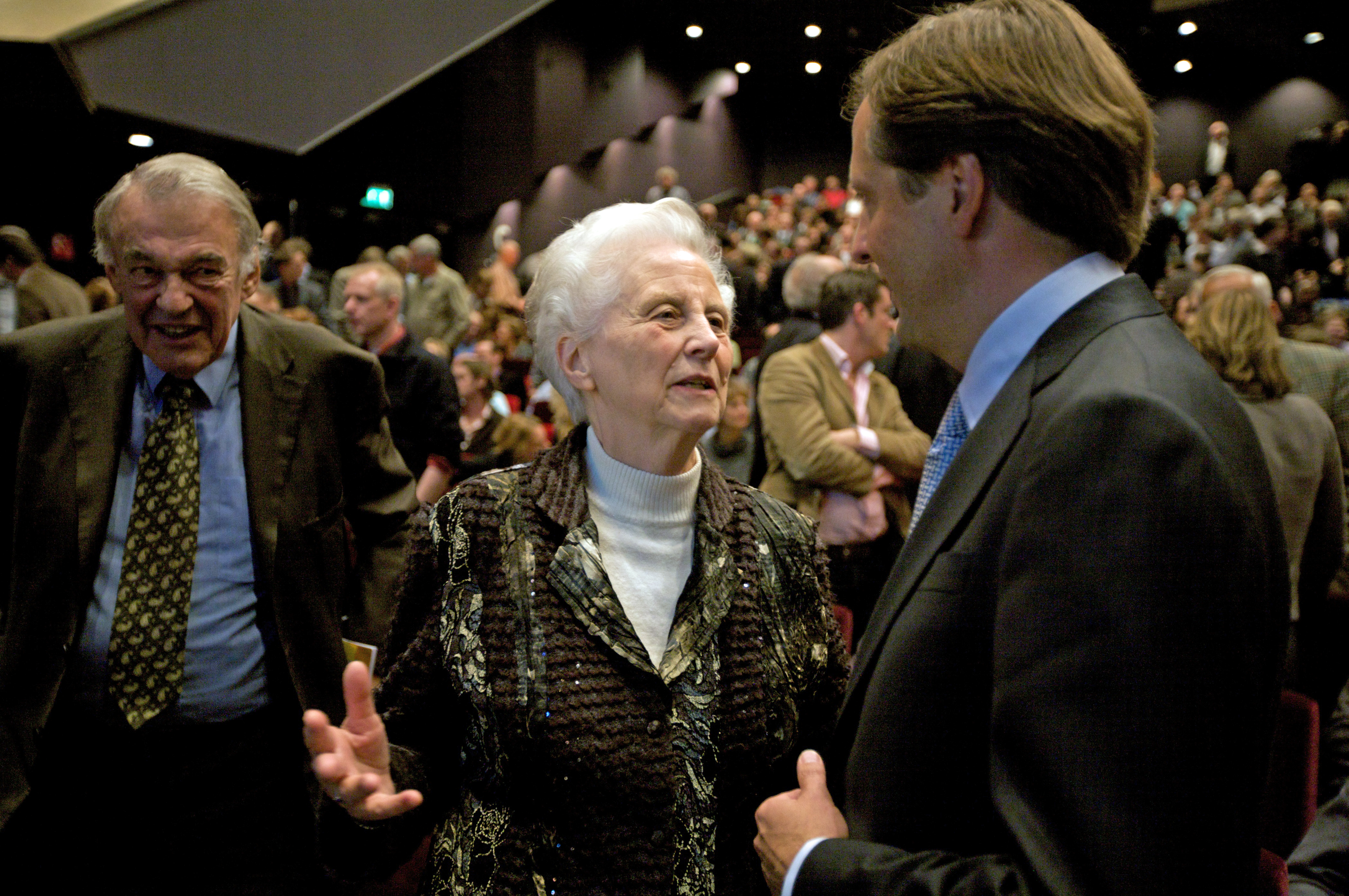
Drie partijleiders in één beeld: Hans van Mierlo, Els Borst en Alexander Pechtold tijdens het D66-congres in 2009.

De nieuwe coalitie kon enkele liberale wensen vervullen die altijd door de Christendemocraten waren tegengehouden. Zo werd een verruiming van de winkeltijden, jarenlang in de Tweede Kamer bepleit door Louise Groenman, door Wijers in wetgeving omgezet. Borst regelde de donorregistratie en de euthanasie. Ook het homohuwelijk werd door Paars in Nederland, als eerste land ter wereld, ingevoerd.
Hoewel het kabinet erg populair was, wist D66 er niet van te profiteren. Bij de Provinciale Statenverkiezingen 1995 verloor de partij zetels, waardoor er ook in de Eerste Kamer 5 zetels verloren gingen. Bij de verkiezingen in 1998 verloor de partij onder lijsttrekker Els Borst tien zetels. In het tweede paarse kabinet werd zij vicepremier. Minister van Landbouw Haijo Apotheker werd tussentijds vervangen door Laurens-Jan Brinkhorst. De derde minister was Roger van Boxtel, die het grotestedenbeleid overnam van staatssecretaris Jacob Kohnstamm. Thom de Graaf werd fractievoorzitter in de Tweede Kamer.
Vanwege het voortdurend verlies van zetels nam een groep voormalige leden van de VVD en de VDB in de partij het initiatief D66 expliciet onder de liberale stroming te brengen en niet langer als vierde stroming van verwetenschappelijkte politiek door het leven te gaan. In feite was die richting al sinds het aantreden van Jan Terlouw met zijn profiel van D66 als post socialistisch liberaal begonnen. Tijdens het partijcongres in Gouda besloot D66 zich als sociaalliberaal te profileren, hetgeen Hans van Mierlo de opmerking ontlokte "dit hebben we nooit gewild". De radicaaldemocratische doelstelling werd wel gehandhaafd zonder dat de tegenstelling van doel en profiel werd onderkend. Sociaalliberalisme en radicale democratisering staan tegenover elkaar, zoals in 1966 begonnen. Al snel bleek de nieuwe identiteit geen succes, want zowel het ledental als de kiezerssteun daalden snel.
D66 zette bij de formatie zwaar in op zijn "kroonjuwelen": de wensen tot staatsrechtelijke vernieuwing. In het regeerakkoord werd daarom de invoering van het correctief referendum opgenomen, de mogelijkheid voor burgers om met 600.000 handtekeningen een al aangenomen wet te onderwerpen aan een volksraadpleging. De betreffende wet werd in de Tweede Kamer goedgekeurd, maar in mei 1999 in de Nacht van Wiegel in de Eerste Kamer verworpen. Het kabinet trad af, maar werd gelijmd, iets wat de partij veel kritiek opleverde.

### Van oppositie naar regeren in Balkenende II
De regeringsdeelname leidde onder de nieuwe partijleider Thom de Graaf in 2002 tot een tweede nederlaag (7 zetels). D66 ging de oppositie in, en bij de verkiezingen van 2003 zakte de partij verder naar 6 zetels. De Graaf trad terug en werd opgevolgd door Boris Dittrich.
In het voorjaar van 2003 besloot D66 deel te nemen aan het kabinet-Balkenende II, met de VVD en het CDA. Dit terwijl D66 deelname aan een coalitie met CDA en VVD uitdrukkelijk had uitgesloten. Nadat de onderhandelingen tussen Wouter Bos en Jan Peter Balkenende mislukt waren, maakte D66 echter een coalitie met CDA en VVD mogelijk en voorkwam aldus dat de LPF opnieuw, of de ChristenUnie en de SGP voor het eerst in de regering zouden komen. D66 krijgt voor zijn deelname enkele lang gewenste bestuurlijke vernieuwingen en ook de economische hervormingsagenda past bij het partijprogramma.
D66 krijgt twee ministersposten. Laurens Jan Brinkhorst komt op Economische zaken en voor vicepremier Thom de Graaf wordt de post Bestuurlijke vernieuwing en koninkrijksrelaties in het leven geroepen. Medy van der Laan krijgt het staatssecretariaat van cultuur. Hoewel D66 het economische beleid van het kabinet steunt, blijft de deelname aan het kabinet ongemakkelijk voor de achterban van de partij. Vooral het vreemdelingenbeleid van minister Rita Verdonk is voor veel aanhangers een open zenuw. Van het typische D66-speerpunt bestuurlijke vernieuwing komt weinig terecht. In maart 2005 sneuvelt het plan voor de gekozen burgemeester doordat de PvdA in de Eerste Kamer tegenstemt en de twee derde meerderheid aldus niet wordt gehaald. Daarop stapt de verantwoordelijke minister De Graaf uit het kabinet. Omdat de coalitiepartners D66 gesteund hebben, komt D66 voor het dilemma te staan of ze moeten blijven regeren. Na een heronderhandeling wordt een akkoord vastgesteld waarin D66 enkele nieuwe programmapunten binnenhaalt. Op het bewogen congres over het Paasakkoord besluit de partij de coalitie voort te zetten. De afgetreden minister wordt opgevolgd door Alexander Pechtold, tot dan toe burgemeester van Wageningen en partijvoorzitter.
De rust lijkt daarna teruggekeerd, maar in de winter van 2006 loopt het mis wanneer de partijtop een conflict krijgt over deelname aan de missie naar Uruzgan. De fractie dreigt aanvankelijk uit het kabinet te stappen indien de missie doorgang vindt. Uiteindelijk moet de fractie inbinden, wat voor een pijnlijke afgang zorgt. Na het rampzalig verlopen debat besluit Boris Dittrich af te treden en draagt hij het fractievoorzitterschap over aan Lousewies van der Laan. Die kan niet voorkomen dat de gemeenteraadsverkiezingen in maart van 2006 een flink verlies worden voor de partij.

### Interne onrust en kabinetscrisis in 2006
In 2006 ontstond een crisis binnen de partij, naar aanleiding van verliezen bij de gemeenteraadsverkiezingen. Sommige leden, die ontevreden waren over de als rechts ervaren koers van Balkenende-II (vooral het immigratie- en integratiebeleid van minister Rita Verdonk), pleitten voor opheffing van de partij; enkele leden maakten bekend zich af te zullen splitsen onder de naam deZES, wat mislukte. Op het drukbezochte D66-congres van 13 mei werd een motie om uit het kabinet te stappen evenwel door een meerderheid verworpen. De aangekondigde motie om de partij op te heffen werd niet ingediend.
Niet lang daarna speelde de lijsttrekkersverkiezing. De belangrijkste kandidaten waren minister Alexander Pechtold en fractievoorzitter Lousewies van der Laan. In deze twee weken durende nek-aan-nekrace liepen de emoties hoog op en was het moddergooien niet van de lucht. Ook dit leverde D66 schade op. Alexander Pechtold kwam als winnaar uit de bus.
Op 29 juni 2006 veroorzaakte de partij een kabinetscrisis door een motie van afkeuring tegen minister Verdonk te steunen en haar vertrek te eisen. De motie werd verworpen doordat de LPF de coalitie wel steunde. In een vervolgdebat bleek dat het gehele kabinet (inclusief D66-ministers Laurens Jan Brinkhorst en Alexander Pechtold) van mening was dat aan de verworpen motie geen conclusies verbonden hoefden te worden. Daarop trok de D66-Kamerfractie de politieke steun voor het kabinet in en stapten de D66-ministers op. Vervolgens stelden de andere ministers hun portefeuille ter beschikking.
Op 6 oktober 2006 sprak de D66-oprichter Hans van Mierlo openlijk zijn twijfel uit over de toekomst van de partij. Volgens Van Mierlo had de partij haar geloofwaardigheid verloren door als coalitiepartner in Balkenende II geen breekpunt te maken van het beleid van VVD-minister Rita Verdonk. In het tv-programma EénVandaag zei hij dat de partij zich moest afvragen 'of het na veertig jaar genoeg is geweest'. Op het 40-jarige jubileumcongres, een dag later, noemde hij D66 echter nog steeds hard nodig.

### Oppositie en herstel
Hoewel enkele weken voor de verkiezingen enkele peilingen zelfs nul zetels aangaven, wist D66 op 22 november 2006 toch met drie zetels in de Tweede Kamer terug te keren. Deze waren voor Alexander Pechtold, Boris van der Ham en Fatma Koşer Kaya (die met voorkeurstemmen boven Bert Bakker uitkwam). Ook tijdens de Provinciale Statenverkiezingen in maart 2007 kreeg de partij een forse klap en verdween in enkele provincies geheel uit de Staten. In de senaat wist D66 door een lijstverbinding nog wel met twee zetels terug te keren. Deze waren voor Gerard Schouw en Hans Engels (de laatste wist door voorkeurstemmen boven Boele Staal uit te komen). Hoewel de schade na de laatste 2 nederlagen in november 2006 en maart 2007 aanzienlijk was, besloot de partij door te gaan na deze absolute dieptepunten.
In 2007 maakte een commissie onder leiding van Louise Groenman het rapport "Verloren vertrouwen en de weg naar herstel", een grondige analyse van twaalf jaar onafgebroken verkiezingsnederlagen (maart 1995-maart 2007). Het rapport "Klaar voor de klim" was een plan van aanpak om D66 organisatorisch weer op de rails te krijgen, door onder andere het instellen van een permanente programmacommissie en een opleidingstraject voor nieuwe vertegenwoordigers. In mei 2007 werd Ingrid van Engelshoven als nieuwe voorzitter gekozen om de voorstellen te implementeren.
In de oppositie trachtte D66 zich vanaf 2007 te laten zien als alternatief van het kabinet-Balkenende IV. D66 verweet het kabinet besluiteloosheid op tal van belangrijke thema's. Bovendien beschouwde D66 het gevoerde beleid als betuttelend en bemoeizuchtig. Daarnaast ageerde D66 ook veelvuldig tegen de politiek van Geert Wilders en zijn PVV. In peilingen was in 2007 een licht herstel te zien en ook boekte de partij over dat jaar weer een lichte ledenwinst, een trend die zich steviger doorzette in 2008. In het voorjaar van 2008 won D66 ook in de peilingen weer aan populariteit. De laatste peilingen van dat jaar lieten 11 en 16 zetels zien. In week 39 van het jaar 2009, de week na Prinsjesdag, waren dit voor Synovate en Peil zelfs respectievelijk 18 en 24 zetels.
De eerste fysieke tekens van het herstel waren er in de Europese parlementsverkiezingen 2009. De partij, met Europarlementariër Sophie in 't Veld als lijsttrekker, koos een enigszins polariserende campagne voor een positieve benadering van Europa en manifesteerde zich als groot voorstander voor een intensievere samenwerking. "Europa? Ja!" luidde de slogan. D66 behaalde uiteindelijk 3 zetels en wist zo voor het eerst in 15 jaar weer winst te behalen in de verkiezingen. In enkele grote steden, waaronder Amsterdam, Utrecht, Delft, Leiden en Arnhem haalde de partij zelfs de meeste stemmen. De nummers twee en drie van de kieslijst waren Gerben-Jan Gerbrandy en Marietje Schaake.
Op 18 januari 2010 lieten cijfers van het Documentatiecentrum Nederlandse Politieke Partijen zien dat de partij met 18.507 leden in 2009 de meeste leden in haar bestaan heeft. Ook bij de gemeenteraadsverkiezingen van 2010 zet de wederopstanding van D66 door. Er werden meer dan 500 raadszetels gewonnen. In vele gemeenten waaruit D66 was verdwenen, keerde de partij terug in de raad. In enkele gemeenten, zoals Wageningen (beste uitslag landelijk), Haarlem, Delft en Leiden is D66 de grootste partij geworden.
Bij de Tweede Kamerverkiezingen 2010 won D66 zeven zetels ten opzichte van 2006, waarmee de partij op tien zetels uitkwam. D66 onderhandelde vervolgens met de VVD, de PvdA en GroenLinks over een Paars-Plus-kabinet, maar deze onderhandelingen liepen op niets uit. De VVD ging onderhandelen met het CDA en de PVV, met als gevolg een kabinet van VVD en CDA met gedoogsteun van de PVV. D66 zat dus wederom in de oppositie.
Tijdens de Provinciale Statenverkiezingen 2011 behaalde D66 opnieuw een goed resultaat. In totaal werden er 42 zetels behaald, een winst van 33 ten opzichte van 2007. D66 zat nu weer in 5 provincies in het provinciebestuur.
Tijdens de Eerste Kamerverkiezingen 2011 werd duidelijk dat D66 in de nieuwe Eerste Kamer 5 zetels kreeg.

### Gelegenheidscoalities en groei

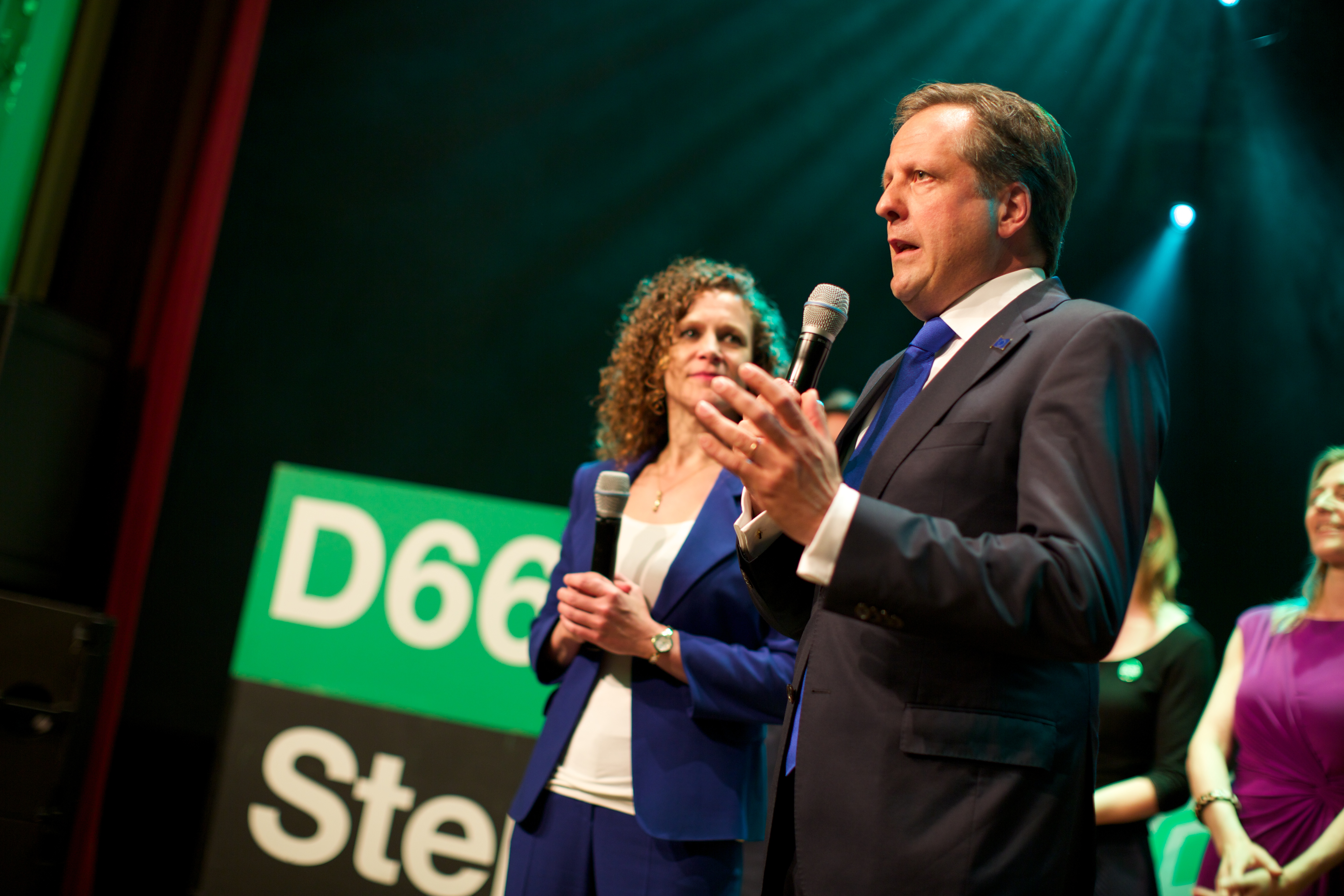
Alexander Pechtold, politiek leider van 2006 tot en met 2018, bij de uitslagenavond van de Europese Parlementsverkiezingen 2014, met lijsttrekker Sophie in 't Veld. D66 werd de grootste partij.

Ondanks het herstel slaagde D66 er na de Tweede Kamerverkiezingen 2010 en Tweede Kamerverkiezingen 2012 niet in om een plek in de regering te veroveren. Wel was de partij vanaf 2012 betrokken bij enkele begrotingsakkoorden. Op 26 april 2012 bereikte D66 samen met de fracties van VVD, CDA, GroenLinks en ChristenUnie een akkoord over miljardenbezuinigingen voor het jaar 2013. Dit gebeurde onder druk van de Europese Commissie. Die dreigde met een boete wanneer Nederland geen begroting kon indienen waarbij de norm van een maximaal tekort van 3% werd gehaald. Het akkoord werd gesloten onder voorwaarden dat enkele bezuinigingen van de regering werden vervangen door bezuinigingen uit het D66-programma.
Bij de Tweede Kamerverkiezingen 2012 won D66 opnieuw twee zetels. Omdat de VVD en de PvdA met zijn tweeën een meerderheid konden leveren viel D66 buiten de boot. In de Eerste Kamer had het kabinet echter geen meerderheid. Dit leverde de regering al snel een probleem op. In het voorjaar van 2013 sloot het kabinet het woonakkoord met D66, de ChristenUnie en de SGP over de hervormingen van de huizenmarkt. Deze gelegenheidscoalitie werd in het najaar van 2013 opnieuw van belang. Bij de begroting voor 2014 sloten de drie partijen opnieuw een akkoord met de regering. Dit werd een jaar later ook gedaan voor de begroting van 2015. De drie partijen werden door minister Jeroen Dijsselbloem daarom "de meest geliefde oppositie" genoemd.
Bij de Nederlandse gemeenteraadsverkiezingen van 2014 werd D66 de grootste partij in onder andere Amsterdam, Utrecht, Den Haag, Groningen, Enschede, Tilburg, Arnhem en Amersfoort. Het was daarmee de grootste winnaar van de verkiezingen. De partij behaalde inmiddels 850 van de 8570 raadszetels in Nederland. Bij de Europees Parlementsverkiezingen in 2014 werd D66 zelfs de grootste partij van Nederland en bij de Provinciale Statenverkiezingen een jaar later boekten zij ook winst, wat leidde tot tien zetels in de Eerste Kamer.

### Kabinet-Rutte III
Bij de Tweede Kamerverkiezingen in 2017 groeide D66 door naar 19 zetels en na een lange formatie trad de partij toe tot het kabinet-Rutte III met VVD, CDA en ChristenUnie. Na de presentatie van het regeerakkoord ontstond er een rel over het afschaffen van het raadgevend referendum, een van de kroonjuwelen van de partij en D66 zakte licht in de peilingen.
De dalende peilingen werden al snel zichtbaar in verkiezingsuitslagen. D66 haalde 602 raadszetels bij de gemeenteraadsverkiezingen in 2018. Bij de Provinciale Statenverkiezingen verloor D66 opnieuw en hielden ze zeven zetels in de Eerste Kamer over. Bij de Europees Parlementsverkiezingen in mei werd D66 gehalveerd van vier naar twee zetels. Toen in 2019 de stikstofcrisis ontstond, haalde D66-Tweede Kamerlid Tjeerd de Groot landelijk nieuws met zijn plan om de veestapel te halveren; het groeide uit tot een van de oorzaken van de boerenprotesten later dat jaar.
Door de coronacrisis die vanaf maart 2020 begon te spelen zakte D66 naar een dieptepunt van negen zetels in de peilingen. De partij kreeg echter die zomer met de verkiezing van partijleider Sigrid Kaag nieuw elan, en de partij steeg in de peilingen.

### Kabinet-Rutte IV
Bij de Tweede Kamerverkiezingen van 15-17 maart 2021 wist de partij onder Sigrid Kaag 24 zetels binnen te slepen; een evenaring (mei 1994) van het beste resultaat ooit.

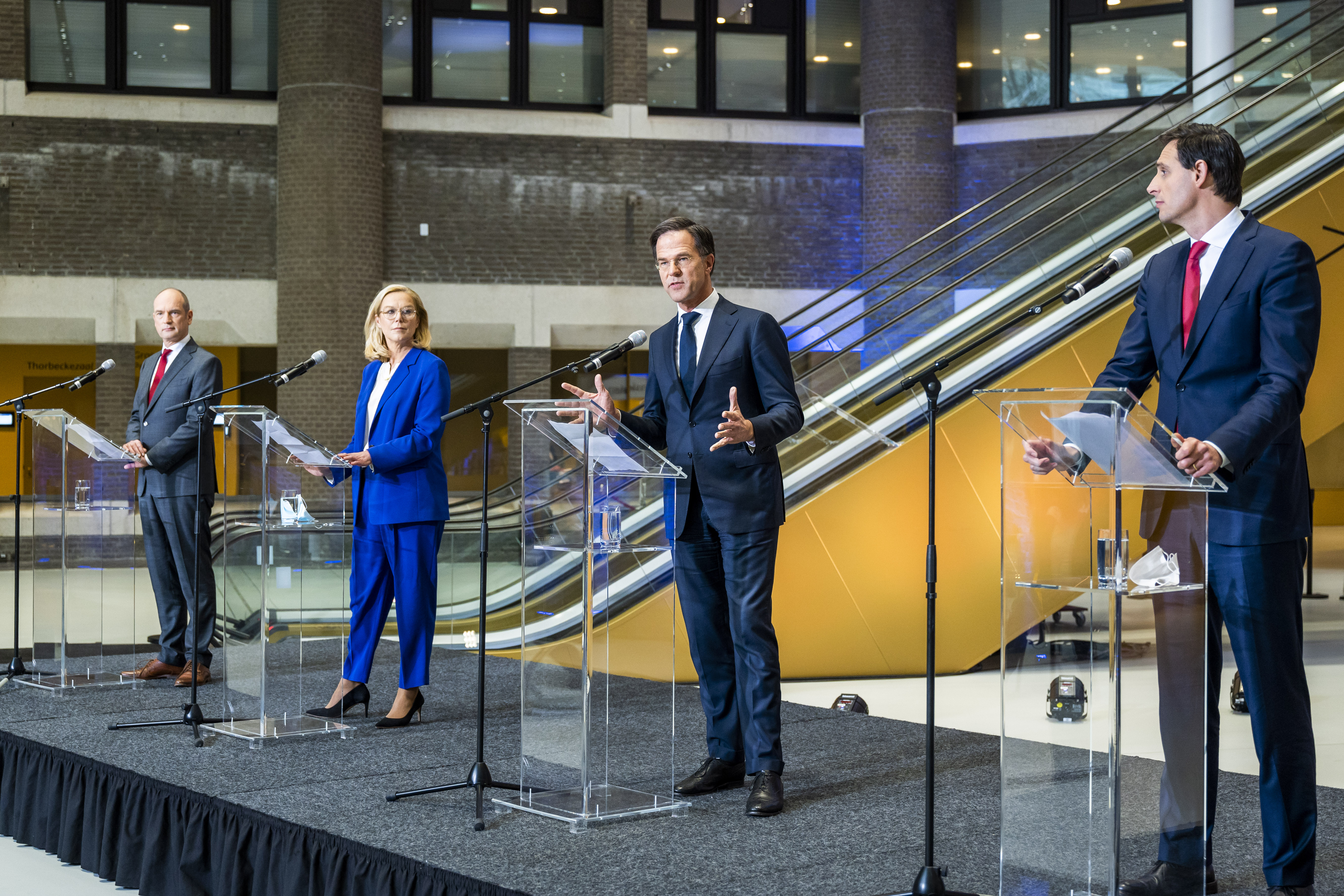
Presentatie van het coalitieakkoord door (v.l.n.r.) Gert-Jan Segers (CU), Kaag (D66), Mark Rutte (VVD) en Wopke Hoekstra (CDA).

In de daarop volgende kabinetsformatie onderhandelde D66 lang met VVD (grootste partij na verkiezing) met verschillende partijen.
Uiteindelijk werd er op 15 december het coalitieakkoord getiteld "Omzien naar elkaar, vooruitkijken naar de toekomst" en het verslag van de informateurs gepresenteerd voor kabinet-Rutte IV met VVD, CDA en ChristenUnie, wat op 10 januari 2022 van start ging. Kaag werd vicepremier en D66 leverde daarnaast vijf ministers en drie staatssecretarissen. Het kabinet werd demissionair op 7 juli 2023, nadat het was gevallen na "onoverbrugbare meningsverschillen" wat betreft het Nederlandse asielbeleid.

### Verkiezingen 2023
Op 12 augustus 2023 werd bekend dat minister Rob Jetten de lijsttrekker zou worden voor de Tweede Kamerverkiezingen 2023, waarmee een einde kwam aan het partijleiderschap van Kaag. D66 was een grote verliezer bij deze verkiezingen en ging van 24 naar 9 zetels.

## Organisatie

### Interne organisatie
Het wetenschappelijk bureau van D66 heet de Mr. Hans van Mierlo Stichting. Het is de opvolger van de Stichting Wetenschappelijk Bureau D'66, dat werd opgericht in 1972. Het centrum veranderde in 2003 van naam naar Kenniscentrum D66 en opereert sinds april 2011 onder de huidige naam. Het bestuur van het wetenschappelijk bureau bestaat uit Menno Snel (voorzitter), Rob Meijer (penningmeester), Annet Aris (algemeen lid) en Margot Scheltema (algemeen lid). Wetenschappelijk directeur van de Van Mierlo Stichting is Afke Groen.
De jongerenorganisatie van D66 heet Jonge Democraten en draagt als ondertitel 'Vrijzinnig-democratische jongerenorganisatie'. Diverse leden van deze organisatie zijn later binnen D66 politiek actief geworden, waaronder Boris van der Ham, Stefanie van Vliet en Jan Paternotte.

### Externe relaties
D66 maakt deel uit van een wereldwijde familie van sociaal-liberale partijen. Voorbeelden zijn de Britse Liberal Democrats, de Canadese Liberale Partij, de Deense Sociaal Liberalen, de Noorse Liberale Partij, de Zweedse Liberale Volkspartij, de Franse Linkse Radicalen, de Italiaanse Radicalen en de Poolse Democraten.

### Leden
Vanwege een beveiligingsprobleem met de MediaWiki Graph-software is het momenteel niet mogelijk deze grafiek weer te geven. Zodra de software is bijgewerkt zal de grafiek vanzelf weer zichtbaar worden.
| Jaar | Ledenaantal | Jaar | Ledenaantal | Jaar | Ledenaantal | Jaar | Ledenaantal | Jaar | Ledenaantal |
| ---- | ----------- | ---- | ----------- | ---- | ----------- | ---- | ----------- | ---- | ----------- |
| 1966 | 1.500       | 1978 | 8.424       | 1990 | 9.829       | 2002 | 12.188      | 2014 | 23.767      |
| 1967 | 3.700       | 1979 | 11.677      | 1991 | 11.325      | 2003 | 12.711      | 2015 | 25.349      |
| 1968 | 3.850       | 1980 | 14.638      | 1992 | 13.000      | 2004 | 13.507      | 2016 | 25.349      |
| 1969 | 5.075       | 1981 | 17.765      | 1993 | 14.500      | 2005 | 12.827      | 2017 | 26.284      |
| 1970 | 6.400       | 1982 | 14.500      | 1994 | 15.000      | 2006 | 11.065      | 2018 | 28.820      |
| 1971 | 5.620       | 1983 | 12.000      | 1995 | 15.000      | 2007 | 10.299      | 2019 | 26.451      |
| 1972 | 6.000       | 1984 | 8.774       | 1996 | 13.230      | 2008 | 10.357      | 2020 | 24.955      |
| 1973 | 6.000       | 1985 | 8.000       | 1997 | 13.747      | 2009 | 12.432      | 2021 | 27.121      |
| 1974 | 300         | 1986 | 8.300       | 1998 | 13.391      | 2010 | 18.507      | 2022 | 31.830      |
| 1975 | 667         | 1987 | 8.700       | 1999 | 12.027      | 2011 | 21.599      | 2023 | 30.022      |
| 1976 | 2.000       | 1988 | 8.543       | 2000 | 11.878      | 2012 | 21.985      | 2024 | 29.624      |
| 1977 | 4.410       | 1989 | -           | 2001 | 11.188      | 2013 | 23.105      | 2025 | 29.673      |

Bron: D66 - ledentallen (Documentatiecentrum Nederlandse Politieke Partijen)

### Ereleden
- Jan Terlouw
- Hans van Mierlo
- Els Borst (10 februari 2003)
- Thom de Graaf (21 mei 2005)

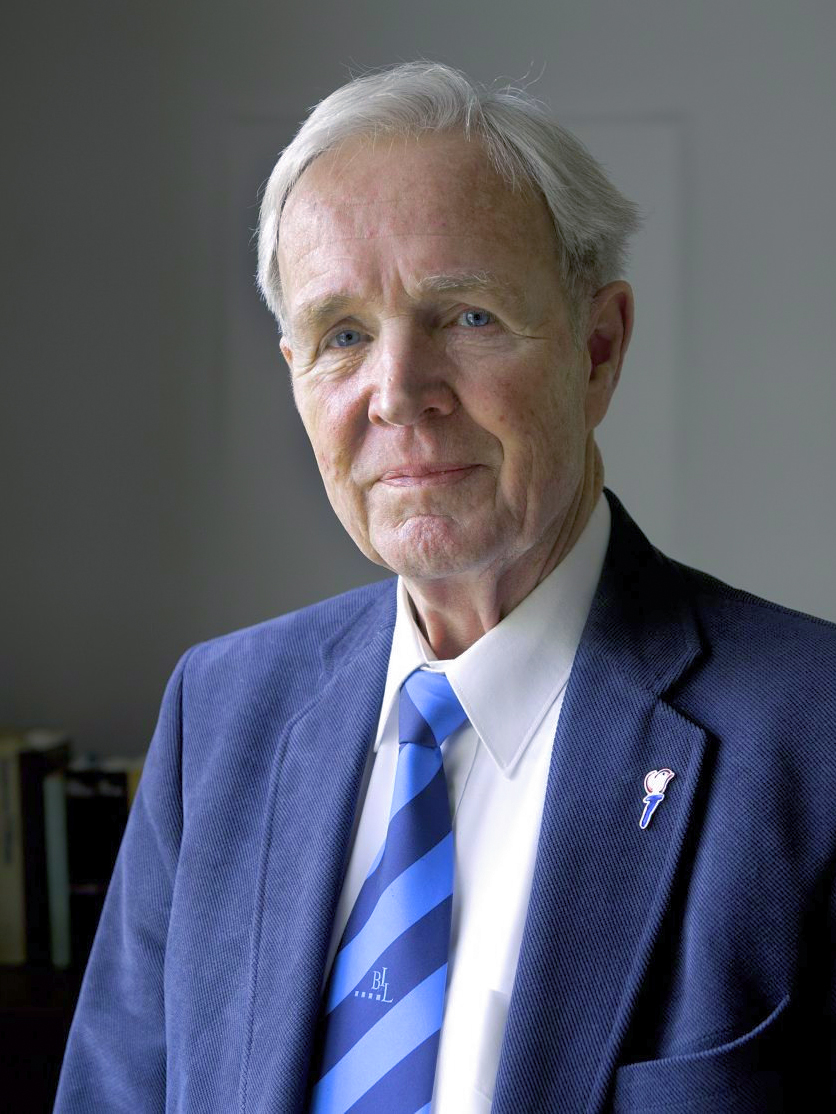
Jan Terlouw (2014)

- Laurens-Jan Brinkhorst (7 oktober 2006)
- Erwin Nypels (6 november 2010)
- Maarten Engwirda (21 april 2012)
- Alexander Pechtold (9 november 2019)[25]

### Bestuur
- Alexandra van Huffelen (partijvoorzitter)

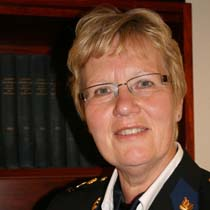
Voorzitter (2015-2018) Letty Demmers

- Nadia Arsieni (politiek secretaris)
- Rob Meijer (penningmeester)
- Maartje Jansen (internationaal secretaris en bestuurslid internationale betrekkingen)
- Hester Duursema (bestuurslid Communicatie & Werving)
- Wietske Veltman (bestuurslid vereniging en opleiding)
- Shermin Amiri (bestuurslid Diversiteit & Inclusie en projecten)

### Electoraat
Hoewel de aanhang van politieke partijen niet meer vaststaat en verkiezingsuitslagen behoorlijk kunnen schommelen, is D66 globaal genomen een uitgesproken Randstadpartij, die verder haar stemmen hoofdzakelijk in en rond universiteitssteden behaalt. De gemeente waar D66 bij de Tweede Kamerverkiezingen van 2010 procentueel de meeste stemmen haalde was Wageningen (14,7%) in de provincie Gelderland, woonplaats van Alexander Pechtold. Een van de weinige echte bolwerken van de partij is het Noord-Limburgse Gennep, zij het alleen voor de gemeenteraads- en Provinciale Statenverkiezingen. Bij de gemeenteraadsverkiezingen van 2014 kwam D66 als grootste partij uit de bus in onder andere Amsterdam, Den Haag, Utrecht, Tilburg, Groningen, Enschede, Apeldoorn, Haarlem, Amersfoort en Arnhem.

## Standpunten

### Ideologie en 'redenen van bestaan'
De bestaansgrond is binnen D66 van meet af aan een discussiepunt geweest. Volgens het eerste partijcongres moest D66 streven naar een radicale democratisering van de Nederlandse samenleving in het algemeen en van het Nederlandse politieke bestel in het bijzonder. De nadruk heeft lange tijd gelegen op de laatste component, de staatsrechtelijke vernieuwing. Speerpunten daarbij zijn het referendum, afschaffing van de Eerste Kamer, directe verkiezingen van de minister-president en burgemeesters, en de invoering van meervoudige kiesdistricten. Mede-oprichter Van Mierlo was dan ook een exponent van het democratisch radicalisme, een stroming die in de negentiende eeuw was vermalen tussen socialisme en liberalisme. Hij had weinig op met bespiegelingen omtrent de visie en maatschappijbeschouwing van D66. Ideologieën hadden immers afgedaan en D66 was vooral een pragmatische partij. Na de periode Terlouw, die de partij als 'redelijk alternatief' wel meer in een eigen traditie trachtte te plaatsen met aandacht voor milieu, sociale vraagstukken en technologie, kwam Van Mierlo midden jaren tachtig terug met zijn rede 'Een reden van bestaan'. De primaire bestaansgrond lag volgens deze rede nog steeds in de politieke vernieuwing.
Aan het eind van de twintigste eeuw kwamen de kaarten wat anders te liggen. Nadat het anti-dogmatische van de partij een heel eigen dogma leek te zijn geworden, wist de groep Opschudding in 1998 dit dogma te doorbreken en slaagde ze er als eerste in de partij een ondertitel mee te geven. D66 heet vanaf dan sociaal-liberaal. Opschudding verwoordde het zo: "D66 bestaat als sociaal-liberale partij om een duurzame, democratische en open samenleving op te bouwen, waarin de mens zich ontplooit in solidariteit met anderen.". Hiermee plaatste de partij zich in de vrijzinnige internationale politieke hoofdstroom van het progressief liberalisme en in de politieke filosofie van het ontplooiingsliberalisme. Dit legde de partij vast in haar statuten en in de "Uitgangspunten van D66".
Met deze inbedding in het progressief liberalisme had D66 een tweede 'reden van bestaan'. Deze verving de eerste echter niet, de eerste ging er in wezen in op. Het ontplooiingsliberalisme stelde de vrije maar verantwoordelijke mens centraal. En het wil de mens, in gelijkwaardigheid tot elkaar, invloed geven om zelf invulling te geven aan het leven en de maatschappij. Voor dat laatste is openheid en democratie noodzakelijk en daardoor wordt de oorspronkelijke bestaansgrond ook door de tweede geïmpliceerd.
Met deze oriëntatie op het progressief liberalisme zou D66 als een herleving van de Vrijzinnig-Democratische Bond kunnen worden beschouwd. De VDB ontstond in 1901 door een afsplitsing van de Liberale Unie en ging in 1946 in het kader van de zogeheten 'doorbraak' op in de PvdA. In 1953-1954 werd er onder leiding van Klaas Bijlsma een vergeefse poging gedaan de VDB te heroprichten met de Vrijzinnig-Democratische Bond (1953).

### 'Kroonjuwelen'
Wat betreft het nagestreefde beleid van de Democraten is door de jaren heen gesproken over de 'kroonjuwelen' van de partij, punten die D66 zeer graag gerealiseerd zou zien. Daarnaast maakt de partij zich hard voor neutrale wetgeving. Zo is de wet op de smalende godslastering (2013) en de gewetensbezwaarde ambtenaar (2014) op initiatief van D66 geschrapt om een voortrekkersrol van christenen boven niet-christenen te voorkomen. In behandeling voor afschaffing zijn de afkondiging van wetten met het opschrift bij de gratie Gods en de Zondagswet. Van Mierlo liet echter eens blijken weinig enthousiast te zijn over de gebruikte term. De 'kroonjuwelen' zijn er nog wel, maar leiden een slapend bestaan. Ze worden onderhouden; volgens D66 heeft het geen zin er iedere keer weer mee te komen, omdat het mensen te lang heeft geduurd, maar blijft het een actueel onderwerp, aldus een lid van het eerste uur.
De 'kroonjuwelen' zijn:
- gekozen burgemeester
- gekozen premier
- meervoudige kiesdistricten
- dualisme
- referendum

### Europa en internationaal
D66 manifesteert zich als een pro-EU partij en is voorstander van het Europees federalisme. De partij pleitte in 2005 voor een federale Europese Unie in het pamflet 'De Verenigde Staten van Europa'.
In Europees verband wordt sinds 1984 net als de VVD het Europees verkiezingsprogramma gevolgd van de Partij van Europese Liberalen en Democraten (en Radicalen) (ELDR) en samengewerkt in één liberaal-democratische fractie in het Europees Parlement als D66-delegatie en VVD-delegatie. De fractie van Europees Liberalen en Democraten is vanaf 2004 omgedoopt in Alliantie van Liberalen en Democraten voor Europa (ALDE). Bij de verkiezingen voor het Europees Parlement in 2009 was er een lijstverbinding tussen D66 en VVD, wat resulteerde in 3 Parlementszetels voor de D66-delegatie (was 1) en 3 EP-zetels voor de VVD-delegatie (was 4). Sinds deze verkiezingen is ALDE, waarvan ook de Belgische partijen (VLD)/Vivant en de Mouvement Réformateur (MR) lid zijn, de derde fractie in het Europees Parlement, met 83 van de 736 zetels.
D66 is voorts lid van de Liberale Internationale (LI) en is mede-oprichter van het Nederlands Instituut voor Meerpartijendemocratie, een organisatie van zeven Nederlandse politieke partijen die democratiseringswerk steunt in 17 landen.
Het internationale karakter van D66 komt ook tot uiting door haar positief-kritische houding jegens internationale handel en met name vrijhandel. Dit komt ook naar voren in de houding van D66 in het Europarlement met betrekking tot handels- en investeringsverdragen TTIP en CETA. D66 legt hierbij sterk de nadruk op het belang van internationale handel voor Nederland. D66 wil eventuele bezwaren die aan TTIP en CETA zouden kunnen kleven op een pragmatische wijze oplossen. 15 januari 2017 heeft D66 in het Europarlement voor ratificatie van het handels- en investeringsverdrag CETA gestemd. CETA is het verdrag waar jaren over is onderhandeld tussen de Europese Unie en Canada. CETA is met een ruime meerderheid aangenomen in het Europees Parlement.

## Volksvertegenwoordiging

### Bewindslieden
D66 heeft aan acht kabinetten deelgenomen. De volgende personen zijn vicepremier geweest:
- Hans van Mierlo, partijleider tussen 1966 en 1972 en tussen 1986 en 1998. Minister van Defensie in de periode 1981–1982 en vicepremier/minister van Buitenlandse Zaken 1994–1998.
- Jan Terlouw, partijleider tussen 1972 en 1982. Vicepremier/minister van Economische Zaken in de periode 1981–1982.
- Els Borst, partijleider tussen 1998 en 2002. Minister van Volksgezondheid tussen 1994 en 2002 en vanaf 1998 tot 2002 vicepremier.
- Thom de Graaf, partijleider tussen 2002 en 2005. Vicepremier/minister van Bestuurlijke Vernieuwing en Koninkrijksrelaties in de periode 2003–2005.
- Laurens-Jan Brinkhorst, staatssecretaris van Buitenlandse Zaken tussen 1973-1977, minister van Landbouw tussen 1998 en 2002, minister van Economische Zaken tussen 2003–2006, waarvan het laatste jaar als vicepremier
- Kajsa Ollongren, 2017–2019 & 2020–2022. Vicepremier en minister van Binnenlandse Zaken en Koninkrijksrelaties.
- Wouter Koolmees, 2019–2020. Vicepremier (tijdelijke vervanging van Kajsa Ollongren[32]) en minister van Sociale Zaken en Werkgelegenheid.
- Sigrid Kaag, vicepremier en minister van Financiën van 2022 tot 2024 en partijleider van 2020 tot 2023. Daarvoor minister voor Buitenlandse Handel en Ontwikkelingssamenwerking en minister van Buitenlandse Zaken.
- Rob Jetten, minister voor Klimaat en Energie (2021-2024), vicepremier (2024) als vervanging van Sigrid Kaag.

### Tweede Kamer
| Verkiezingsjaar | Lijsttrekker       | Kandidatenlijst | Aantal stemmen | % van de stemmers | Aantal behaalde zetels | Kabinetsdeelname          |
| --------------- | ------------------ | --------------- | -------------- | ----------------- | ---------------------- | ------------------------- |
| 1967            | Hans van Mierlo    | Kandidatenlijst | 307.810        | 4,48%             | 7 / 150                | –                         |
| 1971            | Hans van Mierlo    | Kandidatenlijst | 428.067        | 6,78%             | 11 / 150               | –                         |
| 1972            | Hans van Mierlo    | Kandidatenlijst | 307.048        | 4,15%             | 6 / 150                | Den Uyl                   |
| 1977            | Jan Terlouw        | Kandidatenlijst | 452.423        | 5,44%             | 8 / 150                | –                         |
| 1981            | Jan Terlouw        | Kandidatenlijst | 961.121        | 11,06%            | 17 / 150               | Van Agt II (1981-1982)    |
| 1981            | Jan Terlouw        | Kandidatenlijst | 961.121        | 11,06%            | 17 / 150               | Van Agt III (1982)        |
| 1982            | Jan Terlouw        | Kandidatenlijst | 351.278        | 4,26%             | 6 / 150                | –                         |
| 1986            | Hans van Mierlo    | Kandidatenlijst | 562.466        | 6,13%             | 9 / 150                | –                         |
| 1989            | Hans van Mierlo    | Kandidatenlijst | 701.934        | 7,89%             | 12 / 150               | –                         |
| 1994            | Hans van Mierlo    | Kandidatenlijst | 1.391.202      | 15,49%            | 24 / 150               | Kok I                     |
| 1998            | Els Borst          | Kandidatenlijst | 773.497        | 8,99%             | 14 / 150               | Kok II                    |
| 2002            | Thom de Graaf      | Kandidatenlijst | 484.317        | 5,10%             | 7 / 150                | –                         |
| 2003            | Thom de Graaf      | Kandidatenlijst | 393.333        | 4,07%             | 6 / 150                | Balkenende II (2003-2006) |
| 2003            | Thom de Graaf      | Kandidatenlijst | 393.333        | 4,07%             | 6 / 150                | – (2006)                  |
| 2006            | Alexander Pechtold | Kandidatenlijst | 193.232        | 1,96%             | 3 / 150                | –                         |
| 2010            | Alexander Pechtold | Kandidatenlijst | 654.167        | 6,95%             | 10 / 150               | –                         |
| 2012            | Alexander Pechtold | Kandidatenlijst | 757.091        | 8,03%             | 12 / 150               | –                         |
| 2017            | Alexander Pechtold | Kandidatenlijst | 1.285.819      | 12,23%            | 19 / 150               | Rutte III                 |
| 2021            | Sigrid Kaag        | Kandidatenlijst | 1.565.861      | 15,02%            | 24 / 150               | Rutte IV                  |
| 2023            | Rob Jetten         | Kandidatenlijst | 656.292        | 6,29%             | 9 / 150                | –                         |

### Eerste Kamer

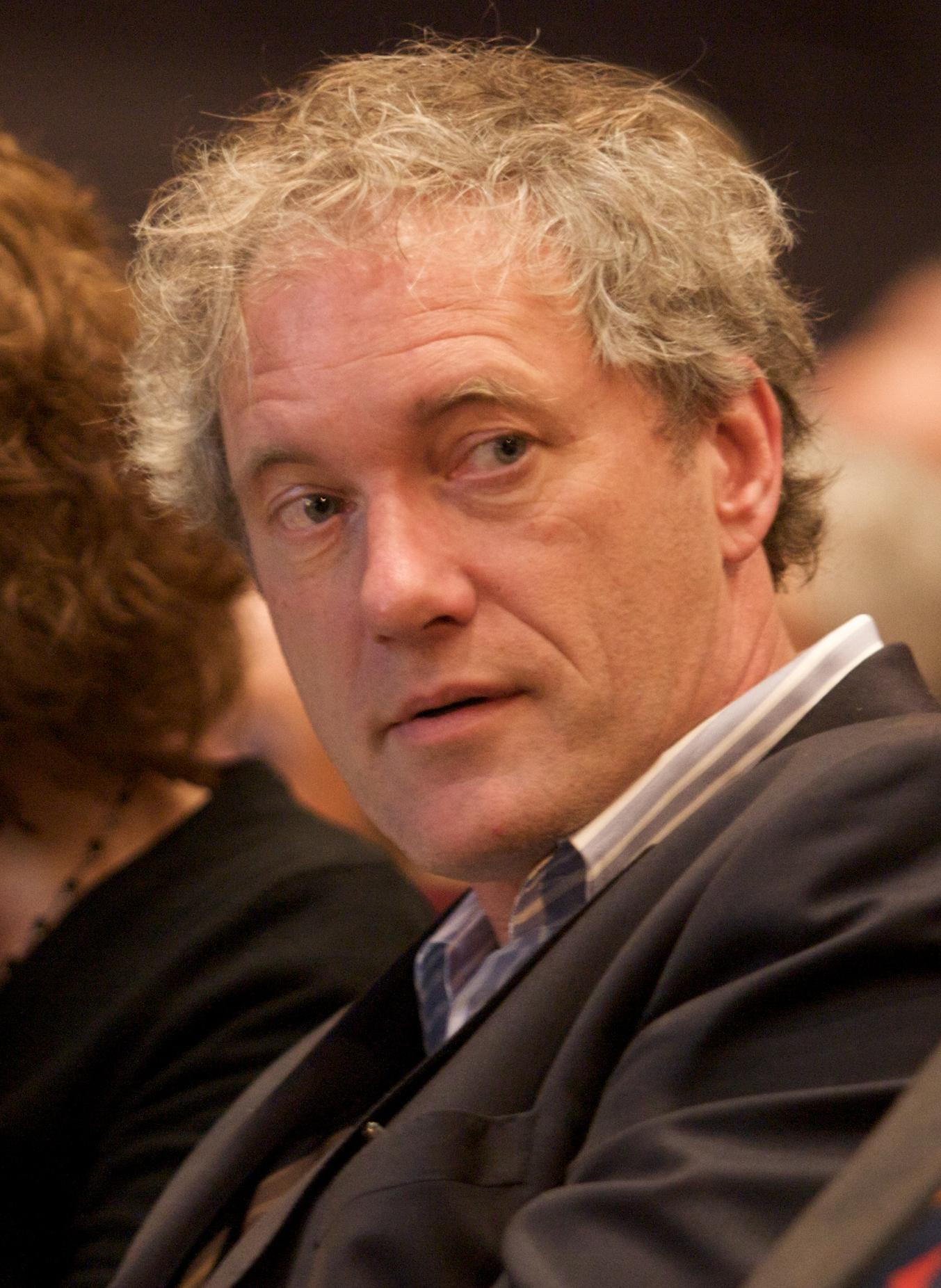
Thom de Graaf, Eerste Kamerlid 2011-2018

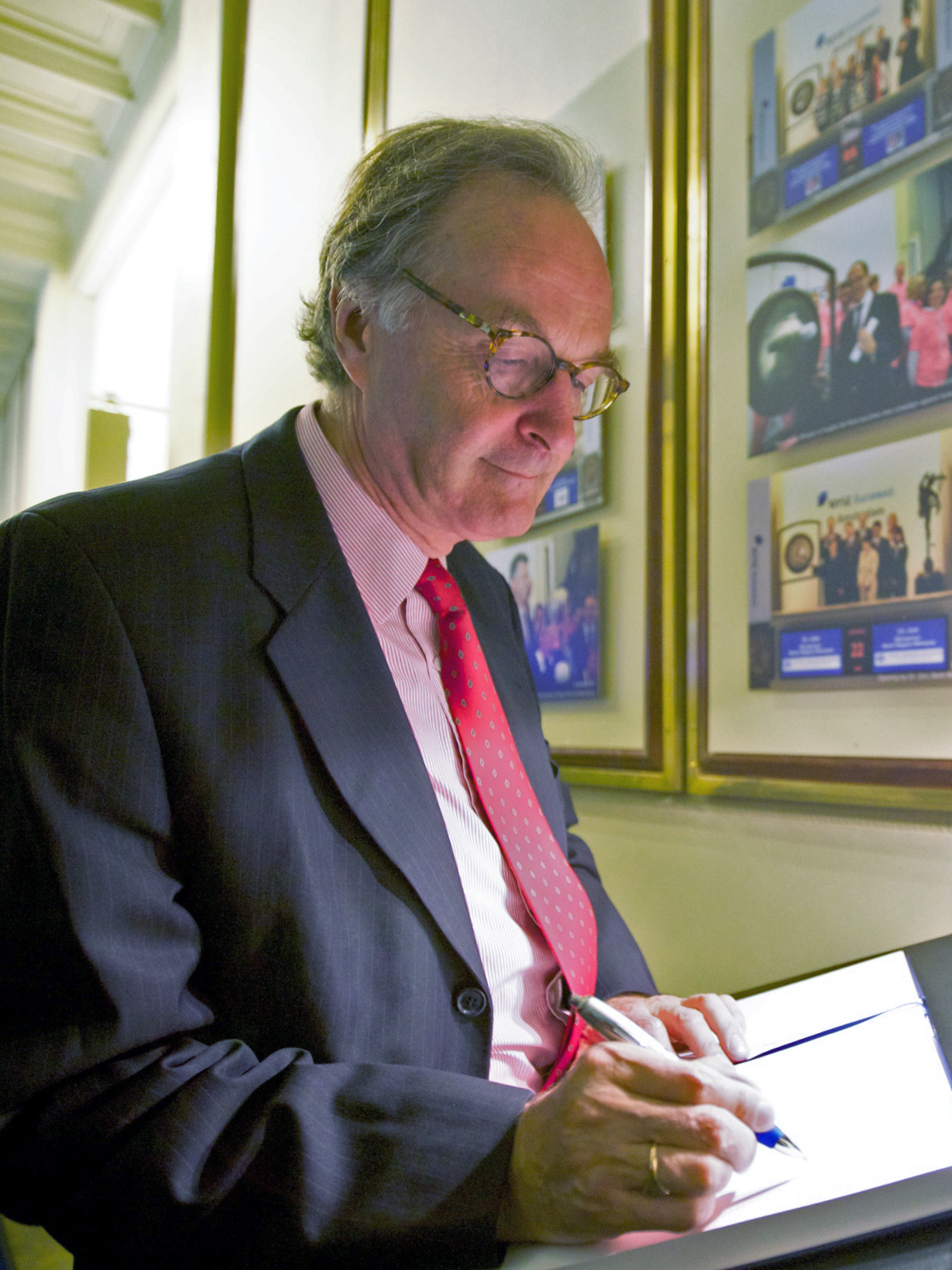
Alexander Rinnooy Kan, Eerste Kamerlid 2015-2019

| Verkiezingsjaar | Aantal stemmen | % van de stemmen | Aantal behaalde zetels |
| --------------- | -------------- | ---------------- | ---------------------- |
| 1971            | -              | -                | 6 / 75                 |
| 1974            | -              | -                | 3 / 75                 |
| 1977            | -              | -                | 0 / 75                 |
| 1980            | -              | -                | 2 / 75                 |
| 1981            | -              | -                | 4 / 75                 |
| 1983            | -              | -                | 6 / 75                 |
| 1986            | -              | -                | 6 / 75                 |
| 1987            | -              | -                | 5 / 75                 |
| 1991            | -              | -                | 12 / 75                |
| 1995            | -              | -                | 7 / 75                 |
| 1999            | 8.542          | 5,42%            | 4 / 75                 |
| 2003            | 7.087          | 4,4%             | 3 / 75                 |
| 2007            | 3.270          | 2,01%            | 2 / 75                 |
| 2011            | 12.651         | 7,62%            | 5 / 75                 |
| 2015            | 21.997         | 13,01%           | 10 / 75                |
| 2019            | 15.145         | 8,75%            | 7 / 75                 |
| 2023            | 11.144         | 6,23%            | 5 / 75                 |

### Europees Parlement
| Verkiezingsjaar | Lijsttrekker           | Kandidatenlijst | Aantal stemmen | % van de stemmers | Aantal behaalde zetels |
| --------------- | ---------------------- | --------------- | -------------- | ----------------- | ---------------------- |
| 1979            | Aar de Goede           | Kandidatenlijst | 511.967        | 9,03%             | 2 / 25                 |
| 1984            | Doeke Eisma            | Kandidatenlijst | 120.826        | 2,28%             | 0 / 25                 |
| 1989            | Jan-Willem Bertens     | Kandidatenlijst | 311.990        | 5,95%             | 1 / 25                 |
| 1994            | Jan-Willem Bertens     | Kandidatenlijst | 481.843        | 11,66%            | 4 / 31                 |
| 1999            | Lousewies van der Laan | Kandidatenlijst | 205.623        | 5,80%             | 2 / 31                 |
| 2004            | Sophie in 't Veld      | Kandidatenlijst | 202.502        | 4,25%             | 1 / 27                 |
| 2009            | Sophie in 't Veld      | Kandidatenlijst | 515.422        | 11,32%            | 3 / 25 - 3 / 26        |
| 2014            | Sophie in 't Veld      | Kandidatenlijst | 735.825        | 15,48%            | 4 / 26                 |
| 2019            | Sophie in 't Veld      | Kandidatenlijst | 389.692        | 7,09%             | 2 / 26 - 2 / 29        |
| 2024            | Gerben-Jan Gerbrandy   | Kandidatenlijst | 523.650        | 8,40%             | 3 / 31                 |

De delegatie van D66 in het Europees Parlement maakt evenals de VVD deel uit van de in 2019 opgerichte Renew Europe-fractie. Daarvoor maakten beide partijen deel uit van de Alliantie van Liberalen en Democraten voor Europa (ALDE).

### Provincies
| Provincie     | Zetels 2003 | Zetels 2007 | Zetels 2011 | Zetels 2015 | Zetels 2019 | Zetels 2023 |
| ------------- | ----------- | ----------- | ----------- | ----------- | ----------- | ----------- |
| Groningen     | 2 van 55    | 1 van 43    | 3 van 43    | 4 van 43    | 3 van 43    | 2 van 43    |
| Friesland     | 1 van 55    | 0 van 43    | 2 van 43    | 3 van 43    | 2 van 43    | 1 van 43    |
| Drenthe       | 2 van 51    | 0 van 41    | 2 van 41    | 4 van 41    | 2 van 41    | 1 van 43    |
| Overijssel    | 2 van 63    | 0 van 47    | 3 van 47    | 5 van 47    | 3 van 47    | 2 van 47    |
| Flevoland     | 2 van 47    | 0 van 39    | 3 van 39    | 4 van 41    | 2 van 41    | 2 van 41    |
| Gelderland    | 3 van 75    | 1 van 53    | 4 van 55    | 7 van 55    | 4 van 55    | 3 van 55    |
| Utrecht       | 4 van 63    | 2 van 47    | 5 van 47    | 9 van 49    | 5 van 49    | 5 van 49    |
| Noord-Holland | 5 van 83    | 2 van 55    | 6 van 55    | 10 van 55   | 6 van 55    | 4 van 55    |
| Zuid-Holland  | 4 van 83    | 1 van 55    | 5 van 55    | 7 van 55    | 5 van 55    | 4 van 55    |
| Zeeland       | 1 van 47    | 0 van 39    | 2 van 39    | 3 van 39    | 1 van 39    | 1 van 39    |
| Noord-Brabant | 3 van 79    | 1 van 55    | 5 van 55    | 7 van 55    | 5 van 55    | 4 van 55    |
| Limburg       | 2 van 63    | 1 van 47    | 2 van 47    | 4 van 47    | 3 van 47    | 3 van 47    |
| Nederland     | 31 van 764  | 9 van 564   | 42 van 566  | 67 van 570  | 41 van 570  | 32 van 572  |

#### Gedeputeerden
- Groningen - geen
- Flevoland - geen
- Utrecht - 1 van de 5 leden
- Noord-Holland - geen
- Noord-Brabant - 1 van de 7 leden[35]
- Friesland - geen
- Drenthe - geen
- Overijssel - geen
- Gelderland - geen
- Zuid-Holland - geen
- Zeeland - geen
- Limburg - geen

D66 levert in Zeeland de commissaris van de Koning, namelijk Han Polman.

### Gemeenten
Ongeveer 25 burgemeesters in Nederland zijn van D66-huize.
Sinds de raadsverkiezingen van 2006 had de partij daarnaast ongeveer 30 wethouders, 144 gemeenteraads- en 16 deelgemeenteraadsleden (14 in Amsterdam, 2 in Rotterdam). De gemeenteraadsverkiezingen van 2010 hebben de partij doen groeien en op een totaal van 534 raadszetels gebracht. De partij doet in sommige gemeente mee als onderdeel van een progressief samenwerkingsverband.
Bij de raadsverkiezingen van 2014 boekte D66 een grote winst. In Amsterdam, Groningen en Utrecht stootte D66 de PvdA na 60 jaar van de troon door de grootste te worden. De partij had in 2014 door het hele land 824 raadszetels.

### Waterschappen
Bij de waterschapsverkiezingen steunt D66 de partij Water Natuurlijk, die ook wordt gesteund door de partijen GroenLinks en Volt en een aantal natuurorganisaties en sportkoepels.